# Отличник Гражданской обороны СССР
 Отличник Гражданской обороны СССР  — ведомственный знак отличия Гражданской обороны СССР.
Нагрудный знак учреждён приказом начальника ГО СССР № 148 от 28 ноября 1968 года.

## Статут
"Нагрудным знаком «Отличник ГО СССР» награждаются — начальники ГО городов, объектов народного хозяйства, работники министерств и ведомств, военнослужащие штабов и частей ГО: «за успешное выполнение служебных обязанностей, достижения высоких показателей и выполнения задач и мероприятий гражданской обороны, работникам которые отлично справляются со своими обязанностями по занимаемой должности в системе гражданской обороны, твердо знают основные принципы ведения гражданской обороны и активно участвуют в проведении мероприятий, направленных на укрепление и совершенствования гражданской обороны СССР».

## Описание знака
- Нагрудный знак «Отличник ГО СССР» представляет собой металлическую, покрытую красной эмалью пятиконечную звезду, расположенную на фоне анодированного круглого венка из дубовых листьев, изображение листьев рельефное.

- В центре звезды расположен металлический фигурный щит, покрытый серой эмалью.

- В середине щита на белой эмали помещена надпись выпуклыми золотистыми буквами в четыре строки «Отличник Гражданской обороны СССР».

- Размер знака между противолежащими вершинами пятиконечной звезды — 36 мм.

- Нагрудный знак при помощи ушка и кольца соединяется с четырехугольной металлической анодированной колодочкой, имеющей шелковую муаровую ленту красного цвета высотой 10 мм и шириной 22 мм.

- С обратной стороны колодки имеется булавка для крепления знака.[4]

## История
Первые нагрудные знаки в области гражданской обороны были учреждены в 1934 году в период развития системы ОСОВИАХИМа и общесоюзной программы подготовки ГТО СССР. С 31 июля 1956 года в системе МПВО СССР существовал знак Отличник МПВО СССР.
В 1961 году после упразднения МПВО СССР и создание на её базе Гражданской обороны СССР, 28 ноября 1968 года в качестве поощрения работников и военнослужащих Гражданской обороны СССР приказом начальника ГО СССР маршалом В. И. Чуйковым было утверждено «Положение о нагрудных знаках поощрения ГО СССР», среди которых был учрежден нагрудный знак отличия  Отличник Гражданской обороны СССР 
Награждение знаком «Отличник ГО СССР» производилось приказом начальника Гражданской обороны СССР — заместителем министра обороны СССР, документ о награждении подписывался начальником Штаба ГО СССР.
Лица, награждённые таким знаком, имеют ряд льгот и право на присвоения звания «Ветеран труда».